# Peumerit-Quintin
Peumerit-Quintin (tiếng Breton: Purid-Kintin) là một xã của tỉnh Côtes-d’Armor, thuộc vùng Bretagne, tây bắc Pháp.

## Dân số
Người dân ở Peumerit-Quintin được gọi là Peumeritois.

## Breton language
The municipality launched a linguistic plan through Ya d'ar brezhoneg on January 31st 2005.